# عبدالخالق محجوب
عبدالخالق محجوب (عربی: عبد الخالق محجوب؛ ۲۳ سپتامبر ۱۹۲۷ – ۲۸ ژوئیهٔ ۱۹۷۱) یک سیاست‌مدار اهل سودان بود.